# Succivo
Succivo är en ort och kommun i provinsen Caserta i regionen Kampanien i Italien. Kommunen hade 8 476 invånare (2017).